# Procopi Antemi
Procopi Antemi (Procopius Anthemius) conegut com a Antemi (vers 420-472) fou emperador romà d'Occident del 467 al 472. Va ser escollit per l'emperador romà d'Orient Lleó I, pel seu prestigi com a militar. Va fer campanyes unint forces amb els romans d'Orient contra Cartago, ocupada pels vàndals, però el resultat va ser desastrós. Després va lluitar contra els visigots i va perdre els territoris a la Gàl·lia que encara posseïen els romans.

## Orígens
Era membre de la gens Procòpia. Entre els seus avantpassats hi havia membres que havien destacat en l'exèrcit o càrrecs civils d'importància. El seu avi era Antemi, el prefecte pretorià romà d'Orient. El seu pare era Procopi, mestre dels soldats de l'Imperi d'Occident del 422 al 424.
Era també gendre de l'emperador romà d'Orient Marcià, perquè es va casar amb la seva filla Màrcia Eudòxia, probablement l'any 453. Després del seu matrimoni fou ascendit al rang de comes i enviat a la frontera del Danubi amb l'encàrrec de reconstruir les defenses, que havien quedat molt malmeses amb els atacs d'Àtila. El 454 fou cridat a Constantinoble, on va rebre el títol de patricius i va ser un dels dos magistri militum de l'Imperi d'Orient. El 455 fou nomenat cònsol. Segons Joan Malales, el seu sogre tenia pensat nomenar-lo emperador d'Occident a la mort d'Avit, però no va arribar a passar perquè Marcià va emmalaltir i no va poder intervenir en aquest afer. Ricimer, el general més influent a Occident va preferir nomenar un oficial de menor rang per tenir-lo a les seves ordres i governar encobertament, ja que directament no l'acceptarien pels seus orígens bàrbars. L'escollit va ser Majorià (r.457-461); però com que actuava pel seu compte el següent nomenat fou Libi Sever (r.461-465) de caràcter més dòcil.
Antemi, com a magister militum es va encarregar de la defensa de l'imperi dels pobles que amenaçaven les fronteres. Cap a l'any 460, va lluitar contra els ostrogots de Valamir que van atacar Il·líria. Durant l'hivern del 466/467 va presentar defensa a un grup d'huns, comandats per Hormidac, que van travessar el Danubi aprofitant que s'havia glaçat, i anaven fent pillatge per Dàcia. Aquests invasors s'havien apoderat de Sàrdica i Antemi va assetjar la ciutat fins que els famolencs huns van decidir acceptar enfrontar-se en una batalla; malgrat la traïció d'un dels seus homes, Antemi va guanyar l'enfrontament.

## Ascens al tron
El capitost Ricimer va demanar a l'emperador romà d'Orient el nomenament d'un emperador en substitució de Majorià i per decisió de Lleó I Antemi fou proclamat el 12 d'abril del 467. El rei dels vàndals, Genseric, volia que el tron fos per Olibri perquè estava casat amb la filla menor del difunt Valentinià III, Placídia. Com que un fill de Genseric anomenat Huneric s'havia casat per la força amb una altra filla de Valentinià, Eudòxia, esperava que això li donaria drets al tron de l'Imperi d'Occident i per pressionar perquè acceptessin el seu candidat anava fent incursions a les costes de la península Itàlica i Sicília. Tant Ricimer com l'emperador Lleó no es van deixar espantar per les amenaces de Genseric i van confiar en Procopi Antemi per fer fora els vàndals.
Per refermar les relacions va fer servir els matrimonis: la seva filla Alipia es va casar amb Ricimer i el seu fill Marcià amb la filla de l'emperador Lleó I, Lleòncia.

## Campanyes contra visigots i vàndals
Va intentar mesures per aturar l'enfonsament de l'imperi, contra els visigots i contra els vàndals. Marcel·lí, governador d'Il·líria va reconèixer el nou emperador i va col·laborar amb la campanya contra els vàndals. En aquesta campanya, tot i el suport de l'Imperi Oriental, es va aconseguir destruir la flota, però el general Basilisc es va creure victoriós massa aviat. La flota conjunta, sota la direcció de Basilisc, va desembarcar al Promontorium Mercurii quan ja Sardenya i Líbia estaven sota control. Genseric va demanar la pau i cinc dies de treva per pactar les condicions. Mentre es negociava Genseric va reunir la seva flota d'amagat, va atacar els romans per sorpresa i va obtenir una victòria total. Basilisc va fugir i el seu lloctinent Joan va refusar la rendició i amb l'armadura de ferro es va tirar a la mar preferint ofegar-se. La meitat dels vaixells romans foren destruïts o capturats, l'altra meitat van poder fugir i van cercar refugi a Sicília.
Antemi encara estava al comandament d'un exèrcit a Itàlia. Riothamus, cap dels romanobritànics d'Armòrica va formar una coalició amb les forces de la Gàl·lia romana en 468 sota el comandament del comte Pau contra els visigots d'Aquitània, que havien trencat el foedus amb l'Imperi. El 470 els bretons van obtenir una victòria inicial ocupant Bourges amb un exèrcit de mil dos-cents homes. Però quan van prosseguir en territori visigot foren derrotats pel cap visigot Euric en la batalla de Déols. Llavors Riothamus va escapar cap als burgundis que eren aliats dels romans. Antemi va anar en el seu suport, aplegant un exèrcit comandat nominalment pel seu fil, Antemiol, però de fet pels generals Torisari, Everding i Hermià. Antemiol va avançar cap a Arelate i van travessar el riu Roine, però fou interceptat per Euric, que va derrotar les forces tant de Riothamus com d'Antemi en la batalla d'Arles, i Euric i els borgonyons es van fer càrrec de gairebé tot el territori imperial restant al sud de la Gàl·lia. Aleshores Ricimer es va barallar amb Antemi i el va assetjar a Roma, que es va rendir el juliol de 472, després de més mesos de fam. Antemi va ser capturat i executat per ordre de Ricimer pel príncep borgonyó Gundobad.

## Mort
Antemi es va guanyar l'enemistat de Ricimer condemnant per traïció un senador amic seu anomenat Romà.
El 470 es va posar malalt i va agafar la mania que era per bruixeria. Ricimer va començar a perdre la paciència i es va revoltar a Milà amb sis mil homes dels que havien tornat de la campanya contra els vàndals. Després d'alguns enfrontaments amb els partidaris d'Antemi es va signar la pau, per mediació del bisbe de Pavia, Epifani. A començaments del 472 Ricimer entrava a Roma, i Antemi, fingint estar malalt, es va refugiar a la basílica de sant Pere. L'emperador d'Orient, Lleó I, va demanar Olibri que mediés entre Ricimer i Antemi, però, segons Joan Malales, també va enviar una carta secreta a Antemi, instant-lo a assassinar Olibri. Ricimer va interceptar la carta, la va ensenyar a Olibri i el va proclamar nou emperador. A això van seguir cinc mesos de lluites pels carrers de la ciutat entre ambdós bàndols, amb gran mortaldat entre els partidaris d'Antemi.
Antemi va intentar fugir de Roma, però es va trobar que hi havia un grup de gots enviats per Odoacre, el qual col·laborava amb Ricimer, esperant-lo a la sortida de la ciutat i es va tornar a refugiar a la basílica. Fou capturat i decapitat (11 de juliol del 472) segons alguns textos per Ricimer i segons d'altres per Gundebald, el seu nebot.